# Roman Guričan
Roman Guričan (ur. 17 kwietnia 1982) – słowacki hokeista.

## Kariera klubowa
- VTJ Topoľčany (2000–2006)
- CSG Strasbourg (2006–2007)
- KH Sanok (2007–2009)
- VTJ Topoľčany (2009–2010)
- Ciarko PBS Bank KH Sanok (2010–2012)
- HC Topoľčany (2012–2015)

Wychowanek i zawodnik klubu HC Topoľčany. Od sezonu 2010/11 Polskiej Ligi Hokejowej występował jako zawodnik krajowy i nie był traktowany jako obcokrajowiec. W marcu 2012 roku przedłużył o rok umowę z sanockim klubem. We wrześniu 2012 roku za porozumieniem stron został rozwiązany jego kontrakt z klubem. W barwach Sanoka w rozegrał 163 spotkania, w których uzyskał 12 goli i 44 asysty.

## Sukcesy
- Puchar Polski: 2010 i 2011 z Ciarko PBS Bank KH Sanok
- Złoty medal mistrzostw Polski: 2012 z Ciarko PBS Bank KH Sanok